# Макаби България
„Макаби“ (Maccabi) е еврейска масова младежка (главно спортна) организация в България.
Възниква през 1884-1885 г. в отговор на призива на ционисткия водач Макс Нордау (Нордал) за формиране на „еврейство с мускули“. От 1901 година официално е „гимнастическо дружество“. Първите местни секции са във Видин‚ Казанлък‚ Чирпан‚ Хасково и Дупница.
Самоопределя се като ционистка организация. Част е от световната едноименна еврейска организация „Макаби“ със спортни и културни цели, взела името си от въстанието на Макавеите и древноеврейския вожд Самсон Макаби.
Тя е най-важната младежка организация за времето си в ционистическото движение в България. На конгреса на макабистите в София през 1930 година Алберт Варсано посочва, че политическата организация „Макаби“ се подготвя във всички страни на Европа за активно участие в изграждането на държавата Израел. Нейни издания са „Макабейски глас“ (1930 – 1932) и „Макабейски вести“ (1932) - органи на Ционистическото гимнастическо дружество „Макаби“ в Пловдив.
„Макаби“ организира маршове на своите сили, нейни членове - като Ана Аврам Вентура, участват в акции на комунистите. На 24 май 1943 г. отреди на макабистите спират еврейска демонстрация пред Царския дворец в София. Разпусната е като ционистка през 1949 г.
Възстановена е през 1991 г. в София от Мадлена Бали и др. с помощта на спортния Световен макабистки съюз, при който е изградена световната младежка организация.
„Макаби Хелткеър Сървисис – Израел“, основано през 1941 г., най-голямото здравно сдружение в Израел, влиза в консорциума „БУЛ и партньори“ в проекта за изграждане на информационна система на Националната здравноосигурителна каса в България през 2006 г..